# María de las Mercedes Adam de Aróstegui
María Emma de les Mercedes Adam de Aróstegui (Camagüey, Cuba, 24 de setembre de 1873 - Madrid, Espanya, 20 d'octubre de 1957) fou una pianista i compositora cubana que va viure i treballar a Espanya.

## Biografia
Va néixer a Camagüey i es va traslladar a Espanya amb la seva família quan tenia nou anys, començant els seus estudis amb Joaquín Zuazagoitia a Santiago de Compostel·la. Va estudiar piano i composició al Reial Conservatori Superior de Música de Madrid, rebent el primer premi de piano el 1888, i posteriorment va continuar els seus estudis de piano a París amb Louis Diémer, i de composició amb Jules Massenet i Vincent d'Indy. Després de completar la seva educació musical, va treballar com a compositora i concertista de piano, realitzant concerts amb Pau Casals.
El 1933 va publicar l'assaig: L'ètica i l'estètica en l'obra musical.

Durant tots els seus viatges entre Espanya i Cuba, va conservar els seus vincles professionals i afectius amb músics cubans i es va integrar en l'ambient artístic-musical de l'illa, no només amb les seves visites periòdiques, sinó, a través de la seva obra, ja que el 16 de juliol de 1933 l'Orquestra Simfònica de l'Havana, sota la direcció de Gonzalo Roig, va interpretar la seva serenata espanyola. Aquest mateix any, l'Orquestra Filharmònica de l'Havana, dirigida per Amadeo Roldán, va portar a escena tres més de les seves obres: 
- La peregrinació de Childe Harold. (1898-1899)
- Poema simfònic. (1914)
- En el camp de Waterloo.

Durant la dècada de 1930, la seva època més prolífica, va estrenar la seva òpera La vida es sueño, basada en l'obra homònima de Calderón de la Barca, convertint-se així en la primera dona cubana a compondre una òpera, estrenada per l'Orquestra Simfònica de l'Havana. Les obres orquestrals van tenir gran rellevància en la seva producció, de les quals destaquen La infància, Danses cubanes, Serenata andalusa, i la Ballade guerrière écossaise, amb text de Sir Walter Scott. També va compondre cançons i la peça per a veu i violoncel À une femme.
Va morir a Madrid el 20 d'octubre de 1957.

## Obra

### Òpera
- La vida es sueño.

### Música simfònica
- La peregrinació de Childe Harold. (1898-1899)
- Poema simfònic. (1914)
- En el camp de Waterloo.
- La infància.
- Danses cubanes.
- Serenade Andalouse.
- Ballade Guerriere Ecossaise.
- La vida és somni.

### Cançons
- Recopilació de l'adolescència.
- El quadern dels records.
- Harmonia de la nit.
- Antonio i Cleòpatra.
- À une femme.
- Si tu...
- Cançó.
- Cançó de Barberine.
- Ars Longa.

### Himne
- Himne patriòtic.